# Андради, Мариу де
Ма́риу ди Андра́ди (порт.-браз. Mário de Andrade; 9 октября 1893 — 25 февраля 1945) — бразильский поэт, писатель, музыковед, искусствовед, критик и фотограф.

## Биография
Преподавал историю и эстетику в Консерватории Сан-Паулу (Conservatório Dramático e Musical de São Paulo). Один из основателей бразильского модернизма, он фактически создал современную бразильскую поэзию своей публикацией «Paulicéia Desvairada» в 1922 году. Свои идеи о новом течении в искусстве Бразилии — модернизме — обнародовал во время проведения Недели современного искусства, организованной вместе с художником Эмилиану ди Кавалканти в Сан-Паулу в 1922 году. Член авангардной группы Пятеро (Тарсила ду Амарал, Анита Малфатти, Освалд де Андраде, Менотти дель Пиккья). Оказал огромное влияние на бразильскую литературу в XX и XXI веках.

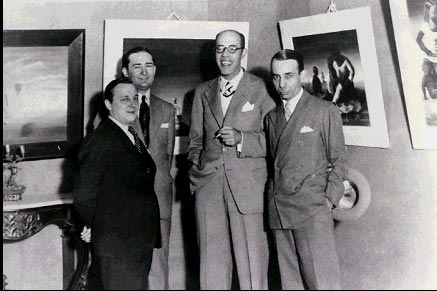
Кандиду Портинари (слева), вместе с Антониу Бенту, Марио де Андраде и Родригу Мелу Франку, 1936

Был пионером в области исследований этномузыкологии, воздействовавших на учёных далеко за пределами Бразилии. Постоянные исследования фольклора в глубинных и неосвоенных территориях Бразилии сформировали взгляды на национальную идентичность страны. Его «Эссе о бразильской музыке» (Ensaio sobre Música Brasileira), опубликованное в 1928 году, стало основой эстетики композиторов, стремившихся к созданию произведений истинно национального характера. В то время как Мариу ди Андради частично повлиял на творчество Эйтора Вила-Лобоса, поскольку познакомился с уже сформировавшимся композитором, Франсиску Миньон (Francisco Mignone) был буквально завоёван идеями лидера бразильского модернизма, воздействие которых легко заметно по явным различиям между его эстетическими взглядами до и после контакта с модернизмом. В свою очередь общие взгляды на культуру Камаргу Гуарньери полностью формировались под воздействием Мариу ди Андради. В статье 1943 года Гуарньери писал, что в доме Андради «обсуждались литература, социология, философия, искусство и даже чёрт лысый. То было для меня сродни посещению университетских лекций».

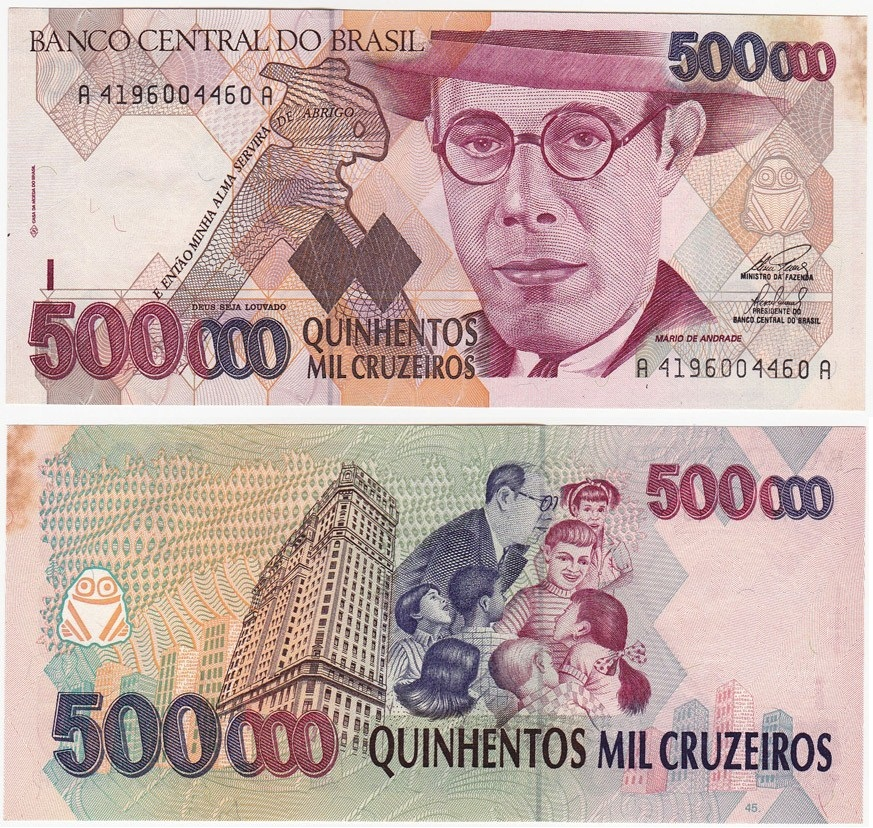

В честь него названа крупнейшая публичная библиотека Сан-Паулу.
Про личную жизнь Мариу ди Андради практически ничего не известно.
Похоронен на кладбище Консоласан города Сан-Паулу.